# Maria Neculiță
Maria Neculiță (30 marzo 1974) è un'ex ginnasta rumena.

## Palmarès

### Olimpiadi
- 1 medaglia:
  - 1 argento (Barcellona 1992 a squadre)

### Mondiali
- 3 medaglie:
  - 1 argento (Parigi 1992 nella trave)
  - 2 bronzi (Indianapolis 1991 a squadre; Parigi 1992 nel corpo libero)

### Europei
- 1 medaglia:
  - 1 bronzo (Atene 1990 nella trave)